# Badia (Italia)
Badia (in italiano e in ladino; Abtei in tedesco) è un comune italiano sparso di 3 582 abitanti della provincia autonoma di Bolzano in Trentino-Alto Adige. È composto dalle frazioni di Pedraces (sede della casa comunale), San Leonardo (lad. San Linêrt, ted. St. Leonhard), La Villa e San Cassiano.
Si trova nel comprensorio dell'Alta Badia, sulle Dolomiti al confine con il Veneto ed il comune, come l'intera valle, fa parte della comunità comprensoriale della Val Pusteria.
La Val Badia è una delle valli in cui è ancora vivo l'uso della lingua ladina, idioma romanzo nella sua forma locale (Badiotto).

## Geografia fisica
Fra le montagne del comprensorio, su cui si trovano anche importanti parchi naturali come il Parco naturale Fanes - Sennes e Braies ed il Parco naturale Puez-Odle, sono da ricordare nella parte est del comune le vette dolomitiche del Lagazuoi (2.778 m), Cima Cunturines (3.064 m), La Varella (3.055 m), il Monte Cavallo (2.907 m), e ad ovest la Gardenaccia (2.500 m).

## Origini del nome
Il toponimo è attestato per la prima volta nel 1325 e nel 1341 come Aptei, nel 1347 come Badia e nel 1411-1412 come Abbadia e Abbatia ed è legata all'abbazia di Sonnenburg nei pressi di Brunico.

## Storia

### Origine

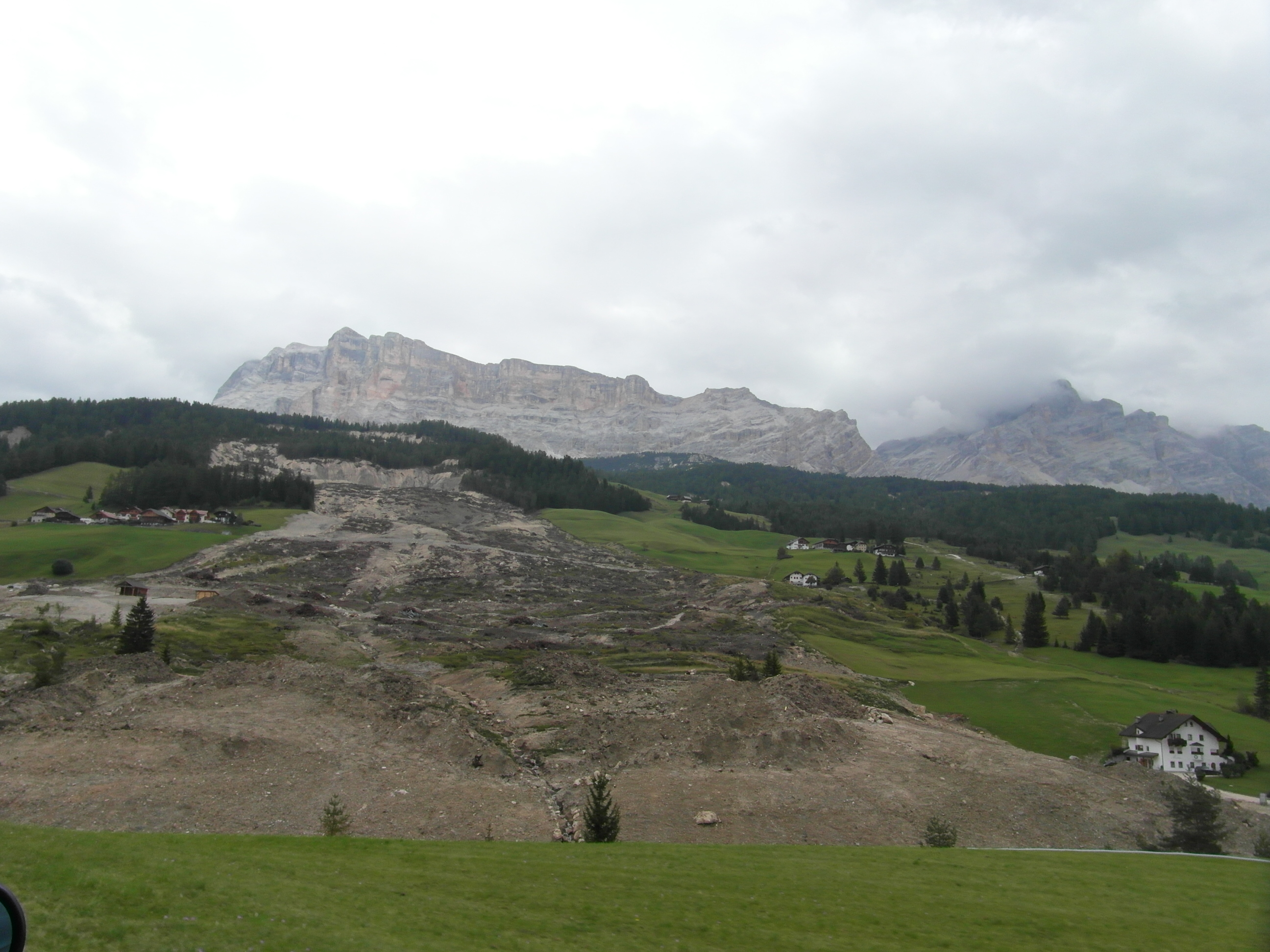
I danni causati dalla frana del 2012

La storia dell'abitato e dei suoi masi è intimamente legata all'opera colonizzatrice che nel medioevo fu propugnata dal monastero benedettino di Sonnenburg nella vicinissima val Pusteria, il più importante proprietario fondiario nel paese.
Badia è appartenuta sino alla fine della prima guerra mondiale alla circoscrizione giudiziaria di Marebbe ed era parte del distretto di Brunico.
Il 14 dicembre 2012 una grande frana ha devastato uno dei pendii tra le località Anvì e Sottrù, ovvero tra La Villa e San Leonardo. Nonostante la grande estensione di circa 2 ettari e la quantità di materiale scaricato a valle, solamente 3 abitazioni sono rimaste travolte.

### Simboli
Lo stemma è quello della famiglia Winkler von Colz zu Rubatsch che nel XVI e XVII secolo possedevano il Castel Colz a La Villa e altre proprietà nel comune.
Lo stemma è stato adottato il 30 giugno 1967. In precedenza, con regio decreto del 30 settembre 1937, erano stati concessi uno stemma e un gonfalone diversi: lo stemma era troncato in scaglione, d'argento e di rosso, allo scaglione di nero attraversante sulla partizione e cimato da una crocetta latina di rosso; il gonfalone era un drappo partito di nero e di rosso.

## Monumenti e luoghi d'interesse
Fra i monumenti e luoghi emblematici ci sono il santuario di Santa Croce sopra Badia, il Castel Colz a La Villa e la chiesa di San Leonardo nell'omonima località.

### Architetture religiose

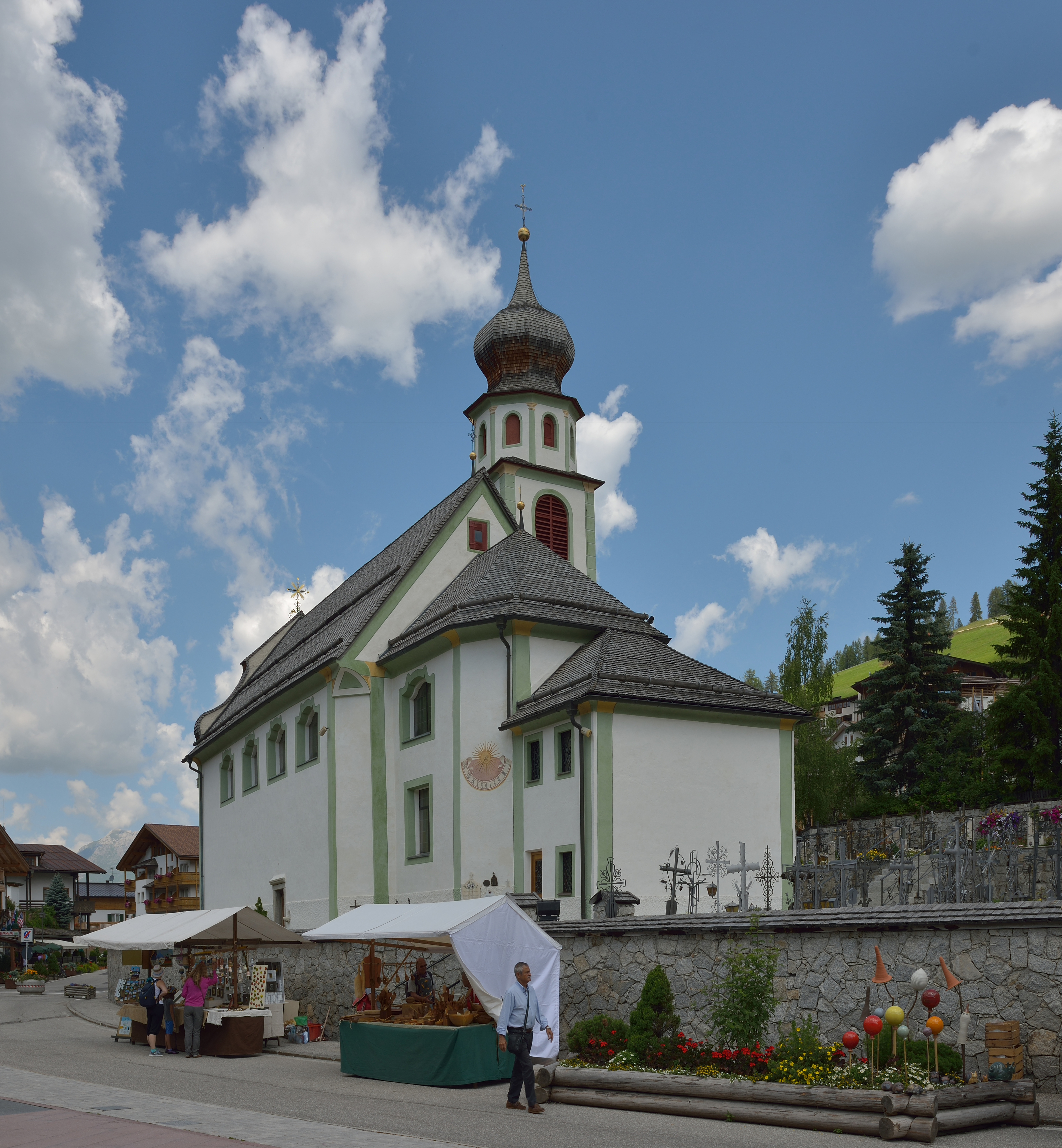
Parrocchiale di San Cassiano

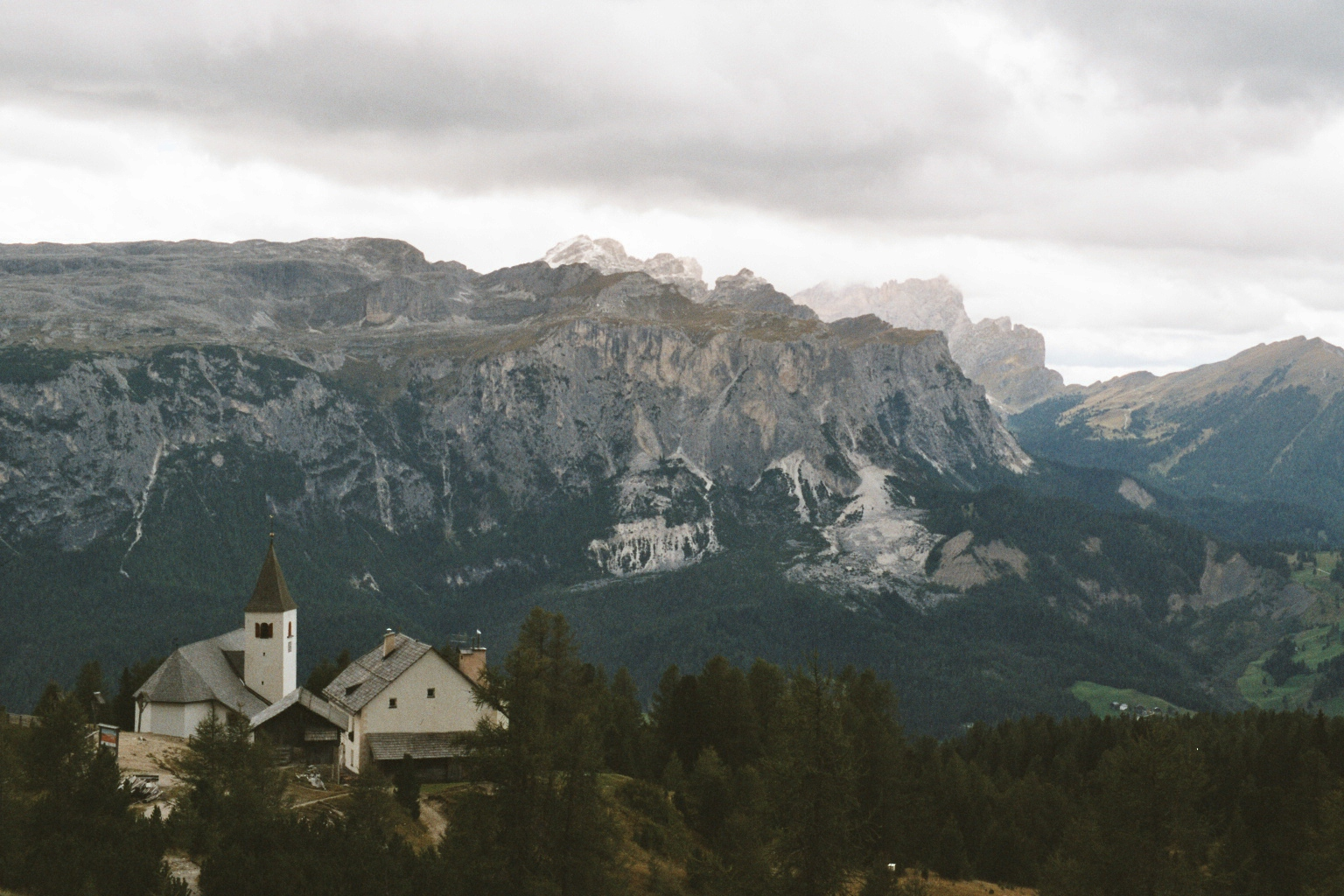
Santuario di Santa Croce

- Chiesa dei Santi Giacomo e Leonardo, realizzata in stile barocco nel tardo Settecento presso la frazione di San Leonardo. L'unica navata è riccamente decorata con affreschi di Matthäus Günther.[10]
- Santuario di Santa Croce, posto ai piedi del Sasso di Santa Croce, non lontano dalla frazione di San Leonardo. Fu consacrato nel 1484 su una costruzione più antica e ampliato nel XVII secolo.[11]
- Chiesa di Santa Maria Assunta, presso La Villa, risalente al Cinquecento, ma più volte ampliata nei secoli successivi.[12]
- Chiesa parrocchiale di San Cassiano, nell'omonima frazione. Fu costruita nel Settecento e ampliata nell'Ottocento. Caratteristico il campanile a cipolla munito di orologio.[13]

Nel territorio comunale inoltre sono numerosi gli edifici sacri minori sottoposti a vincolo architettonico:
la cappella a Paracia, con torretta campanaria (XVIII secolo)
la goticizzante cappella a Cianins, risalente alla metà dell'Ottocento,
la cappella di Lourdes a La Villa (1890 circa),
la cappella della Madonna a Costadedoi (1901),
la coeva cappella di Nostra Signora a Pescoll, realizzata su un edificio più antico,
la cappella Lagazuoi, rinnovata nel 1930,
la cappella sulla strada statale presso La Villa, anch'essa interamente in legno e con tetto a scandole (1930),
la cappella della Madonna a Piccolplang.

### Architetture civili
- Alfarei: abitazione con piano terra in pietra e piano superiore aggettante in legno[22]
- Ciampidel: abitazione in muratura nella frazione San Cassiano, con tetto spiovente a scandole. All'interno si conserva la stube con rivestimento a listelli di legno e soffitto a cassettoni e camere con soffitto stuccato[23]
- Ciasa Püter: abitazione del 1685 nella frazione La Villa, ha due piani in muratura e tetto ligneo a spioventi. La scala esterna, pure in muratura, conduce a una porta a tutto sesto; la stube del XVIII secolo ha un rivestimento ligneo[24]
- Colz (Granciasa): antica residenza nobiliare del XVII secolo, circondata da muro di cinta con torricelle angolari. L'edificio ha un portale a tutto sesto e presenta diversi erker angolari e una torre circolare in posizione angolare. All'interno, i corridoi hanno volte a lunetta munite di costoloni e le pareti rivestite di legno.[25]
- Colz a San Leonardo: altra residenza nobiliare del primo Seicento, con tetto a spiovente spezzato e affresco a soggetto religioso sulla facciata. L'interno conserva dipinti sull'assito e sulle lunette, pure di soggetto religioso[26]
- Costa a Pedraces: maso a due piani in muratura (il piano terra con muratura a vista) e timpano ligneo. Conserva due porte ad ogiva e un corridoio con volta a lunetta[27]
- Albergo Croce Bianca: edificio del 1614 con tetto a quattro spioventi. La Madonna affrescata sulla facciata è tradizionalmente attribuita a Matthäus Günther. All'interno spiccano i corridoi con volte a lunetta e costoloni in malta.[28]
- Casa natale di padre Josef Freinademetz: abitazione in muratura a due piani, con tetto spiovente e timpano chiuso da tavole di legno. La cantina, allestita in guisa di cappella, ha soffitto ligneo; la stube è rivestita con pannelli di legno. Un monogramma di Cristo riporta la data 1848.[29]
- Casa Cianacei: edificio bifamiliare a struttura simmetrica, risalente al XVI secolo e rimaneggiato in epoche successive. I rivestimenti in legno della stube datano alla metà del XIX secolo.[30]
- Cardatoio ad acqua: risalente al tardo Ottocento, costituisce uno dei rari esempi di monumento tecnica della tradizione agricola altoatesina. L'edificio ha due piani: la ruota lignea a trazione idrica è alimentata dall'alto.[31]
- Ospizio presso Santa Croce: edificio a tre piani del primo Settecento, con tetto spiovente spezzato. La stube è rivestita di pannelli lignei datati 1847. il corridoio e la cucina hanno volte a botte.[32]

### Beni tutelati
| Foto | Denominazione                                  | Posizione                                                          | Descrizione                                                                                         |
| ---- | ---------------------------------------------- | ------------------------------------------------------------------ | --------------------------------------------------------------------------------------------------- |
|      | Kornkasten in Pedraces                         | 46°37′20.75″N 11°52′56.89″E Frazione Pedratsches                   | Zweigeschossiger Kornkasten                                                                         |
|      | Kornkasten in Valgiarei                        | 46°37′27.3″N 11°54′35.48″E Frazione Valgiarei                      | Kornkasten mit gemauertem Erdgeschoss und hölzernem Obergeschoss                                    |
|      | Larjei a San Cassiano                          | Larjei 5 46°34′38.8″N 11°55′46.14″E Frazione San Cassiano          | Mehrgeschossiges Wohnhaus                                                                           |
|      | Marin de Sura a La Villa                       | 46°34′47.89″N 11°53′44.73″E Frazione La Villa                      | Casa di abitazione a due piani                                                                      |
|      | Mulino a Funtanacia                            | 46°34′32.58″N 11°53′39.86″E                                        | Mulino con una base di mattoni e ruota idraulica di legno del XVII o XVIII secolo                   |
|      | Mulino presso Rudiferia de Sura a San Cassiano | 46°35′03.13″N 11°55′42.92″E Frazione San Cassiano                  | Mulino a due piani                                                                                  |
|      | Ölbergkapelle a Corcela                        | 46°37′46.7″N 11°53′28.03″E                                         | Cappella del XIX secolo, pesantemente restaurata nel 1960 distrutta da una frana nel marzo del 2004 |
|      | Pransarores                                    | Pransarores 18-20 46°36′38.63″N 11°54′18.4″E Frazione San Leonardo | Due case con forno e granai                                                                         |
|      | Sompunt con Mulino                             | Sompunt 25 46°35′43.53″N 11°54′02.46″E Frazione La Villa           | Vecchio casino da caccia con tre piani e copertura a falde                                          |
|      | Widum a San Leonardo                           | San Linêrt 42 46°36′37.92″N 11°54′02.57″E Frazione San Leonardo    | Edificio con torre angolare, ricostruito nel XIX secolo                                             |

## Società

### Ripartizione linguistica
La sua popolazione è in maggioranza di madrelingua ladina:
| Ripartizione linguistica | 1971   | 1981   | 1991   | 2001   | 2011   | 2024   |
| ------------------------ | ------ | ------ | ------ | ------ | ------ | ------ |
| Madrelingua italiana     | 1,41%  | 1,91%  | 2,07%  | 3,88%  | 4,17%  | 6,05%  |
| Madrelingua tedesca      | 1,45%  | 1,84%  | 2,38%  | 2,69%  | 1,76%  | 2,28%  |
| Madrelingua ladina       | 97,14% | 96,25% | 95,55% | 93,43% | 94,07% | 91,67% |

### Evoluzione demografica
Abitanti censiti

## Geografia antropica

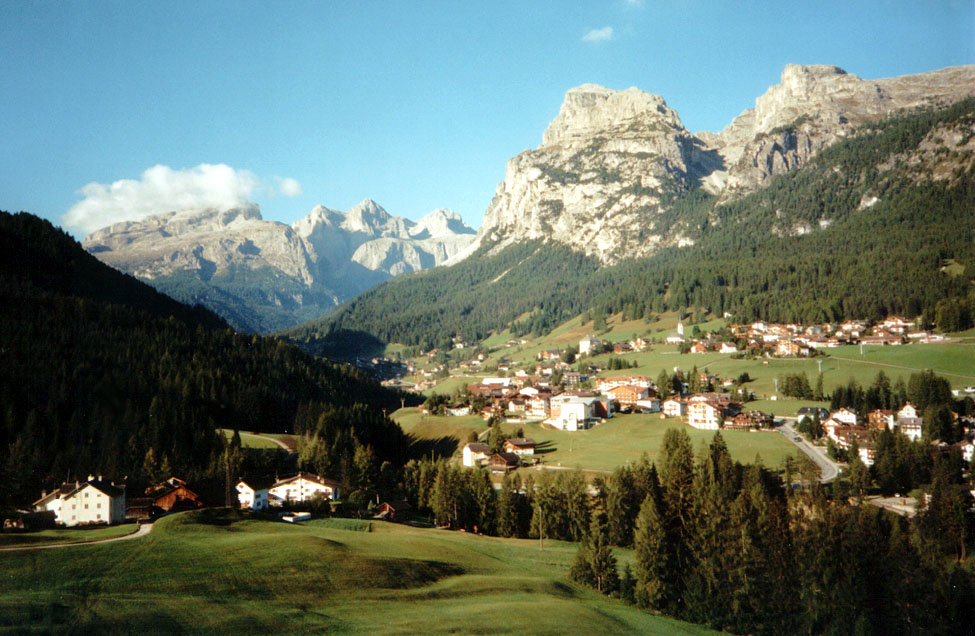
La Villa

### Frazioni
Il comune di Badia conta tre frazioni grazie alle quali risulta essere il comune più popolato di tutta la Val Badia:
- Badia - frazione formata da due località:
  - Pedraces, sede municipale. Località di villeggiatura posta ai piedi del Sasso Santa Croce e del Gardenazza, a circa 1350 m s.l.m..
  - San Leonardo, che sorge a poche centinaia di metri a monte di Pedraces e una località di villeggiatura, ai piedi del Sasso Santa Croce, sede del decanato parrocchiale della Val Badia e per molti secoli centro più importante della vallata assieme a Marebbe. Con il toponimo ladino di Badia ci si riferisce tradizionalmente a questa località .
- La Villa, località nota soprattutto per la pista Gran Risa e i campionati di sci alpino.
- San Cassiano, rinomata stazione sciistica, vi è ubicata la stazione meteorologica di Badia San Cassiano.

#### Altre località
- Oies - piccola vila costituita da una decina di case dove ebbe i natali Josef Freinademetz, missionario in Cina, santo dal 5 ottobre 2003. Accanto alla sua casa natale, è stata costruita nel 1995 una piccola chiesetta dove ogni giorno si tiene almeno una Santa Messa. Partendo dalla chiesa di San Lorenzo presso Badia, esiste il sentiero n. 13 dedicato al santo che in circa 40 minuti arriva qui. La località è stata visitata dal pontefice Benedetto XVI il 5 agosto 2008.[39]

## Economia
Le attività economiche principali sono il turismo, specialmente quello invernale che può contare su numerosi impianti di risalita e piste da discesa, fra cui la celebre Gran Risa di La Villa (Badia) e la pista del Santa Croce (che porta all'omonimo santuario), e l'artigianato che ha un ruolo di grande importanza per l'economia locale.
Dal 1987 fa parte dei "100 Comuni della Piccola Grande Italia".

## Amministrazione
| Periodo  | Periodo   | Primo cittadino        | Partito                                    | Carica  | Note   |
| -------- | --------- | ---------------------- | ------------------------------------------ | ------- | ------ |
| nel 1969 |           | Hermann Pescollderungg |                                            | Sindaco |        |
| nel 1975 |           | Otto Pizzinini         |                                            | Sindaco |        |
| 2009     | 2015      | Giacomo Frenademetz    | Lista civica Nos pur Os - Badia            | Sindaco | [ 41 ] |
| 2015     | 2020      | Giacomo Frenademetz    | Lista civica Badia - La Ila - San Ciascian | Sindaco | [ 41 ] |
| 2020     | in carica | Giacomo Frenademetz    | Lista civica Badia - La Ila - San Ciascian | Sindaco | [ 41 ] |